# ديفيد غرين (لاعب كريكت)
ديفيد غرين (18 ديسمبر 1935 في المملكة المتحدة - ) (بالإنجليزية: David Green)‏ هو لاعب كريكت بريطاني. لعب مع نادي مقاطعة ديربيشاير للكريكت ‏ ونادي جامعة كامبريدج للكريكيت ‏.

## وصلات خارجية
- ديفيد غرين على موقع إي آس بي آن كريك إنفو (الإنجليزية)